# Shape Shifter (album)
Shape Shifter je enaindvajseti studijski album skupine Santana, ki je izšel leta 2012. To je prvi album skupine, ki je izšel pri založbi Starfaith Records, ki jo upravlja združba Sony Music Entertainment, ki je tudi lastnik večine albumov Santane. Shape Shifter je tudi prvi album po albumu Milagro, pri katerem ne sodelujejo gostujoči izvajalci. Album vsebuje le eno vokalno skladbo »Eres La Luz«. Skladba »Mr. Szabo« je posvečena madžarskemu kitaristu Gáborju Szabu, ki je eden izmed idolov Carlosa Santane. Skladba vsebuje podobno ritmično in harmonsko strukturo kot Szabov hit »Gypsy Queen« iz leta 1966.

## Seznam skladb
| Št.             | Naslov                      | Pisec                                                           | Dolžina |
| --------------- | --------------------------- | --------------------------------------------------------------- | ------- |
| 1.              | „Shape Shifter‟             | Carlos Santana                                                  | 6:16    |
| 2.              | „Dom‟                       | Hamidou Touré, Ousmane Touré, Ismaila Touré, Tidiane Sixu Touré | 3:51    |
| 3.              | „Nomad‟                     | Carlos Santana                                                  | 4:49    |
| 4.              | „Metatron‟                  | Carlos Santana                                                  | 2:39    |
| 5.              | „Angelica Faith‟            | Carlos Santana, Chester Thompson                                | 5:03    |
| 6.              | „Never the Same Again‟      | Carlos Santana, Eric Bazilian                                   | 5:01    |
| 7.              | „In the Light of a New Day‟ | Carlos Santana, Narada Michael Walden                           | 5:06    |
| 8.              | „Spark of the Divine‟       | Carlos Santana                                                  | 1:03    |
| 9.              | „Macumba in Budapest‟       | Carlos Santana, Walter Afanasieff                               | 4:01    |
| 10.             | „Mr. Szabo‟                 | Carlos Santana                                                  | 6:20    |
| 11.             | „Eres La Luz‟               | Carlos Santana, Walter Afanasieff, Andy Vargas, Karl Perazzo    | 4:51    |
| 12.             | „Canela‟                    | Carlos Santana, Salvador Santana                                | 5:22    |
| 13.             | „Ah, Sweet Dancer‟          | Micheal O Suilleabhain                                          | 3:08    |
| Skupna dolžina: | Skupna dolžina:             | Skupna dolžina:                                                 | 57:22   |

## Glasbeniki
- Carlos Santana – kitara
- Andy Vargas – vokali
- Tony Lindsay – vokali
- Chester Thompson – klaviature
- Dennis Chambers – bobni
- Benny Rietveld – bas
- Salvador Santana – klaviature
- Raul Rekow – konge
- Karl Perazzo – tolkala

## Lestvice
| Lestvica (2012)                        | Mesto |
| -------------------------------------- | ----- |
| Avstrijski albumi (Ö3 Austria)         | 29    |
| Belgijski albumi (Ultratop Flanders)   | 82    |
| Belgijski albumi (Ultratop Wallonia)   | 27    |
| Francoski albumi (SNEP)                | 71    |
| Italijanski albumi (FIMI)              | 19    |
| Kanadski albumi                        | 46    |
| Madžarski albumi (MAHASZ)              | 2     |
| Nemški albumi (Offizielle Top 100)     | 19    |
| Nizozemski albumi (MegaCharts)         | 63    |
| Španski albumi (PROMUSICAE)            | 75    |
| Švicarski albumi (Schweizer Hitparade) | 8     |

Lestvice ob koncu leta
| Lestvica (2012)            | Mesto |
| -------------------------- | ----- |
| Madžarska lestvica albumov | 69    |